# 諸城市
諸城市（しょじょうし）は、中華人民共和国山東省濰坊市に位置する県級市。

## 歴史
旧名を東武県と称し前漢に県が設置された。598年（開皇18年）に隋により諸城県と改称され、1987年4月20日に県級市に昇格し現在に至る。
1960年代以来、たくさんの恐竜の化石が産出したため、別名「竜城」と呼称される。2008年12月31日、中国科学院の専門家が、新たに7600個の恐竜化石を発見した。

## 行政区画
- 街道：密州街道、竜都街道、舜王街道
- 鎮：枳溝鎮、賈悦鎮、石橋子鎮、相州鎮、昌城鎮、百尺河鎮、辛興鎮、林家村鎮、皇華鎮、桃林鎮

## 産業
- ブロイラーの集積産地である。

## 交通
- 膠新線諸城駅
- 済青高速道路

## 出身著名人
- 孫恩
- 康生
- 江青（同地で出生）